# Frankie Sardo
Frank Sardo Avianca (16 septembre 1936 - 26 février 2014), est un chanteur américain de rock plus connu sous son nom de scène Frankie Sardo, aussi acteur et producteur de film. 
Il est aussi connu pour avoir fait partie de la Winter Dance Party en 1959, c'est-à-dire la dernière tournée de Buddy Holly, Ritchie Valens et J.P. « The Big Bopper » Richardson, qui eux sont morts le 3 février 1959, The Day the Music Died (« le jour où la musique est morte ») dans un accident d'avion à Clear Lake, dans l'Iowa.

## Biographie
Frankie Sardo est né, Frank Marco Sardo, le 16 septembre 1936 à Brooklyn (quartier de New York dans l’État du même nom), dans une famille italo-américaine d'un père, Marco Sardo Sr., maçon et d'une mère, Anita (Avianca) Sardo, femme au foyer. Il a vécu dans de nombreux endroits : Angleterre, Canada, Californie,…

### Carrière musicale
Il a passé son enfance, avec ses sœurs, Marie et Antonette, au 1300 block of East 95e rue (en) à Brooklyn, New York. À 5 ans, en 1941, Frankie Sardo réalise sa première représentation musicale dans une salle de Little Italy à Manhattan. Il poursuit sa vocation dans d'autres salles tenues par des immigrants italiens, comme celle de ces parents. Après son bac, Frankie entre dans la Fork Union Military Academy (en) (FUMA), dans le Comté de Fluvanna, où il peut toujours exercer ses talents artistiques. Il fait la guerre de Corée et à son retour au pays, rejoint une troupe de comédiens, puis réalise son premier enregistrement en tant que chanteur pour MGM Records en 1958. Son second enregistrement, Fake Out, chez ABC-Paramount est écrit par son frère, Johnny Sardo, né en 1941 et fut un succès local. 
En 1959, il est invité sur la tournée Winter Dance Party, avec Buddy Holly, Ritchie Valens, J. P. « The Big Bopper » Richardson et Dion and the Belmonts. Le 2 février 1959, Sardo rejoint la prochaine date par bus avec d'autres musiciens alors que Holly, Valens, et Richardson prennent l'avion. Quelques heures plus tard, le 3 février 1959, l'avion s'écrase tuant tous ces occupants sur le coup, c'est-à-dire the three Stars (« les 3 stars ») et le pilote, Roger Peterson, The Day the Music Died (« Le jour où la musique est morte »),. 
Sardo continue sa carrière en enregistrant des chansons sous différents labels jusqu'à 1962, parfois en collaboration avec son frère, sous le nom de groupe Frankie and Johnny. Le 7 septembre 1960, Frankie Sardo participe à American Bandstand sur ABC et joue son titre When The Bells Stop Ringing.

### Carrière cinématographique
Sous le nom de « Frank Avianca », il entame une carrière d'acteur et de producteur. Il est crédité au générique pour avoir co-écrit de nombreuses chansons du film Les Démons de la violence en 1969. 
En 1971, il produit Pigeon d'argile. En 1973, il co-produit The 14. En 1975, il produit et joue dans La Guerre des otages. En 1978, il fait une apparition dans Matilda. En 1982, il co-écrit et co-produit le film d'horreur, Blood Song (en), retourne en Californie et épouse son amour de jeunesse, Hedda Britt, chez lui à Chatsworth.

### Fin
En 2010, Franck est interrogé par le Rock and Roll Hall of Fame sur son expérience de sa tournée avec Buddy Holly en 1959. Cette interview est inclus dans le documentaire de 2014, Gotta Travel On: Remembering When the Music Died.
Le 26 février 2014, Frankie Sardo meurt de cancer à Somers, New York, à l'âge de 77 ans.